# NGC 226
NGC 226 est une galaxie spirale située dans la constellation d'Andromède. NGC 226 a été découverte par l'astronome britannique John Herschel en 1827.

## Caractéristiques
Sa vitesse par rapport au fond diffus cosmologique est de 4 519 ± 22 km/s, ce qui correspond à une distance de Hubble de 66,7 ± 4,7 Mpc (∼218 millions d'al).
NGC 226 présente une large raie HI et elle appartient au groupe de NGC 315 qui compte au moins 9 galaxies.

## Groupe de NGC 315
La galaxie NGC 226 fait partie du groupe de NGC 315. Ce groupe comprend plus d'une quarantaine de galaxies. Outre NGC 226, les principales galaxies de ce groupe sont NGC 243, NGC 262, NGC 266, NGC 311, NGC 315, NGC 338, IC 43, IC 66 et IC 69. La galaxie NGC 252 incluse au groupe de NGC 315 dans un article d'Abraham Mahtessian devrait être ajoutée à cette liste.